# Thomas Parry
Sir Thomas Parry FBA  (4 de agosto de 1904 - 22 de abril de 1985) fue un autor y erudito galés. Presidió la Biblioteca Nacional de Gales desde 1953 hasta 1958, fue rector del Colegio Universitario de Gales, Aberystwyth de 1958 a 1969, y vicerrector de la Universidad de Gales entre 1961 y 1963 y nuevamente de 1967 a 1969.

## Biografía
Thomas era el mayor de los tres hijos del matrimonio compuesto por Richard Edwin Parry, minero, y su esposa Jane (nacida Williams), ambos oriundos de Brynawel, Carmel, Caernarfonshire (actualmente, Gwynedd). En 1922 obtuvo una beca para cursar estudios universitarios en el norte de Gales.
En 1924 ganó la silla del bardo en el eisteddfod nacional con su oda Barddoniaeth Bangor (Poesía de Bangor, 1924).
Recibió el título de caballero en 1978.
La Biblioteca Thomas Parry, fundada en 1995 en su honor, se encuentra en el campus Llanbadarn de la Universidad de Aberystwyth.